# Jean Goyard
 (mars 2012).
Si vous disposez d'ouvrages ou d'articles de référence ou si vous connaissez des sites web de qualité traitant du thème abordé ici, merci de compléter l'article en donnant les références utiles à sa vérifiabilité et en les liant à la section « Notes et références ».

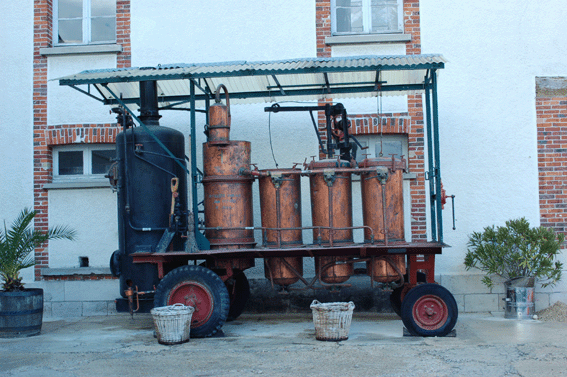
Alambic

Jean Goyard, né le 18 avril 1881 à La Vineuse et mort le 14 janvier 1946 dans le 12e arrondissement de Paris, est un distillateur, pionnier en Champagne. 

## Biographie
Fils de viticulteur-paysan, diplômé d'un simple certificat d'études, incité par son frère ainé, il acquiert un alambic, apprend le métier de distillateur et commence à distiller modestement en Bourgogne. En 1911, il crée une distillerie artisanale à Aÿ. Mobilisé par la guerre, femmes et vieillards parviennent à faire perdurer la petite entreprise familiale. Au retour du front (1918), Jean Goyard retrouve sa distillerie mais qu'il doit réorganiser.
Avec une équipe de distillateurs, il parcourt la Champagne avec douze alambics (1927). Les « déchets » des vendanges sont transformés en puissantes eaux-de-vie, ratafia, rhum et cidre. Mais vient la Seconde Guerre mondiale. 
En 1944, la distillerie, bombardée, est entièrement détruite. Goyard meurt en 1946. Il a cependant eu le temps de s'organiser et de transmettre son bien à ses gendres (Louis Morot, directeur technique, et Roger Keene, directeur commercial) qui sauront entreprendre la reconstruction de l'entreprise et la faire largement prospérer. En 1950, la distillerie Jean Goyard est en plein essor. En 1983, le petit-fils, Jean-Mary Keene reprend l'affaire familiale.

## La distillerie Jean Goyard
Depuis un siècle, la distillerie Jean Goyard élabore et affine ses eaux-de-vie et ratafia au cœur du vignoble de Champagne. Depuis ce temps-là, elle a su développer son savoir-faire et sa technicité pour proposer une multitude de coproduits précieux pour l'industrie.
La distillerie, restée sous le même nom, est pilotée depuis 2007 par le groupe Cristal Union et par le groupe coopératif Cohesis.